# لانتانا (فلوريدا)
لانتانا (بالإنجليزية: Lantana)‏ هي مدينة أمريكية تقع في ولاية فلوريدا. تبلغ مساحة هذه المدينة 5.9 كـم2 (كم²)،ويبلغ عدد سكانها 10423 نسمة حسب إحصاء سنة 2010 م 10423.

## التركيبة السكانية
حدّد مكتب تعداد الولايات المتحدة بيانات التركيبة السكانية للانتانا في تعداد الولايات المتحدة. في ما يلي، التركيبة السكانية حسب تعدادي 2000 و2010.

### تعداد عام 2000
بلغ عدد سكان لانتانا 9,437 نسمة بحسب تعداد عام 2000، وبلغ عدد الأسر 3,850 أسرة وعدد العائلات 2,296 عائلة مقيمة في البلدة. في حين سجلت الكثافة السكانية 1,219.3 نسمة لكل كيلومتر مربع (3,158.0/ميل2). وبلغ عدد الوحدات السكنية 4,432 وحدة بمتوسط كثافة قدره 572.6 لكل كيلومتر مربع (1,483.0/ميل2).
وتوزع التركيب العرقي للبلدة بنسبة 80.33% من البيض و10.72% من الأمريكيين الأفارقة و0.37% من الأمريكيين الأصليين و0.83% من الأمريكيين ذوي الأصول الآسيوية و0.08% من سكان جزر المحيط الهادئ و4.67% من الأعراق الأخرى و2.99% من عرقين مختلطين أو أكثر و16.14% من الهسبانيون أو اللاتينيون من أي عرق.
بلغ عدد الأسر 3,850 أسرة كانت نسبة 31.3% منها لديها أطفال تحت سن الثامنة عشر تعيش معهم، وبلغت نسبة الأزواج القاطنين مع بعضهم البعض 43.4% من أصل المجموع الكلي للأسر، ونسبة 10.4% من الأسر كان لديها معيلات من الإناث دون وجود شريك، بينما كانت نسبة 5.9% من الأسر لديها معيلون من الذكور دون وجود شريكة وكانت نسبة 40.4% من غير العائلات. تألفت نسبة 31.9% من أصل جميع الأسر من عدة أفراد يعيشون في نفس المنزل ونسبة 11.3% كانت تتألف من شخص يعيش بمفرده يبلغ من العمر 65 عاماً أو أكثر. وبلغ متوسط حجم الأسرة المعيشية 2.41، أما متوسط حجم العائلات فبلغ 3.06.
بلغ العمر الوسطي للسكان 37.5 عاماً. وكانت نسبة 23.2% من القاطنين تحت سن الثامنة عشر، وكانت نسبة 7% بين الثامنة عشر والرابعة والعشرين عاماً، ونسبة 32.7% كانت واقعةً في الفئة العمرية ما بين الخامسة والعشرين والرابعة والأربعين عاماً، ونسبة 21.5% كانت ما بين الخامسة والأربعين والرابعة والستين، ونسبة 13.8% كانت ضمن فئة الخامسة والستين عاماً فما فوق. يوجد لكل 100 أنثى 103.1 ذكر، ويوجد لكل 100 أنثى في الثامنة عشر من عمرها فما فوق 101.4 ذكر.
بلغ متوسط دخل الأسرة في البلدة 36,271 دولارًا، أما متوسط دخل العائلة فبلغ 37,643 دولارًا. وكان متوسط دخل الذكور 27,933 دولارًا مقابل 25,053 دولارًا للإناث. وسجل دخل الفرد الخاص بالبلدة 16,504 دولارًا. وكانت نسبة 6.7% من العائلات ونسبة 8.4% من السكان تحت خط الفقر، وكان من هؤلاء نسبة 7.3% تحت سن الثامنة عشر ونسبة 14% في الخامسة والستين من العمر وما فوق.

### تعداد عام 2010
بلغ عدد سكان لانتانا 10,423 نسمة بحسب تعداد عام 2010، وبلغ عدد الأسر 4,210 أسرة وعدد العائلات 2,387 عائلة مقيمة في البلدة. في حين سجلت الكثافة السكانية 1,346.6 نسمة لكل كيلومتر مربع (3,487.7/ميل2). وبلغ عدد الوحدات السكنية 5,186 وحدة بمتوسط كثافة قدره 670 لكل كيلومتر مربع (1,735.3/ميل2).
وتوزع التركيب العرقي للبلدة بنسبة 69.27% من البيض و21.97% من الأمريكيين الأفارقة و0.43% من الأمريكيين الأصليين و1.54% من الأمريكيين ذوي الأصول الآسيوية و0.12% من سكان جزر المحيط الهادئ و3.91% من الأعراق الأخرى و2.75% من عرقين مختلطين أو أكثر و18.56% من الهسبانيون أو اللاتينيون من أي عرق.
بلغ عدد الأسر 4,210 أسرة كانت نسبة 29.1% منها لديها أطفال تحت سن الثامنة عشر تعيش معهم، وبلغت نسبة الأزواج القاطنين مع بعضهم البعض 37.5% من أصل المجموع الكلي للأسر، ونسبة 12.5% من الأسر كان لديها معيلات من الإناث دون وجود شريك، بينما كانت نسبة 6.8% من الأسر لديها معيلون من الذكور دون وجود شريكة وكانت نسبة 43.3% من غير العائلات. تألفت نسبة 34% من أصل جميع الأسر من عدة أفراد يعيشون في نفس المنزل ونسبة 12.5% كانت تتألف من شخص يعيش بمفرده يبلغ من العمر 65 عاماً أو أكثر. وبلغ متوسط حجم الأسرة المعيشية 2.45، أما متوسط حجم العائلات فبلغ 3.20.
بلغ العمر الوسطي للسكان 40.3 عاماً. وكانت نسبة 21.4% من القاطنين تحت سن الثامنة عشر، وكانت نسبة 9.1% بين الثامنة عشر والرابعة والعشرين عاماً، ونسبة 26.1% كانت واقعةً في الفئة العمرية ما بين الخامسة والعشرين والرابعة والأربعين عاماً، ونسبة 29.6% كانت ما بين الخامسة والأربعين والرابعة والستين، ونسبة 13.8% كانت ضمن فئة الخامسة والستين عاماً فما فوق. وتوزع التركيب الجنسي للسكان بنسبة 50.5% ذكور و49.5% إناث.